# Dinarthrum reductum
Dinarthrum reductum är en nattsländeart som beskrevs av Martynov 1915. Dinarthrum reductum ingår i släktet Dinarthrum och familjen kantrörsnattsländor. Inga underarter finns listade i Catalogue of Life.